# Na Corte do Egito
"Na Corte do Egito" é uma canção gravada pela cantora brasileira Fernanda Brum, registrada no álbum Profetizando às Nações, lançado em 2006. Foi composta por Luiz Arcanjo e Deco Rodrigues, na época integrantes do grupo Toque no Altar. Em sua versão original foi produzida por Emerson Pinheiro, que lhe deu uma melodia pop, que contém uma forte presença dos vocais de apoio e da bateria. O disco que a contém recebeu disco de platina triplo da ABPD, mas a versão original da canção não teve tanta popularidade, sendo a versão do Trazendo a Arca que a fez conhecida em todo o brasil.

## Outras versões

### Versão deTrazendo a Arca
"Na Corte do Egito" é uma canção gravada pela banda cristã brasileira Trazendo a Arca, registrada no álbum Marca da Promessa, lançado em junho de 2007. Foi composta por Luiz Arcanjo e Deco Rodrigues, respectivos vocalista e baixista da banda. Nessa versão recebeu a interpretação de Luiz Arcanjo.
A canção se tornou uma das mais conhecidas de seu disco, sendo tocada exaustivamente nas rádios cristãs do Brasil, em conjunto com "Marca da Promessa" e "Sobre as Águas".
Diferentemente da versão de Fernanda Brum, foi produzida por Ronald Fonseca, que criou um arranjo de cordas que em conjunto com um solo de guitarra executado por Isaac Ramos faz a canção ter influências que vão desde ao pop rock ao power metal. Os vocais de apoio fazem presente no refrão da canção. Tais arranjos foram elogiados pela crítica especcializada. Sua letra fala sobre santidade, onde uma pessoa declara que deseja ser santo como Deus.
"Na Corte do Egito" foi regravada pelo grupo no DVD Ao Vivo no Maracanãzinho, em que Luiz Arcanjo novamente a interpretou.

#### Ficha técnica
Banda
- Luiz Arcanjo - Vocal
- Davi Sacer - Vocal de apoio
- Verônica Sacer - Vocal de apoio
- Isaac Ramos - Guitarra
- Deco Rodrigues - Baixo
- André Mattos - Bateria
- Ronald Fonseca - Piano

Músicos convidados
- Simone Brown - Vocal de apoio
- Ton Carfi - Vocal de apoio
- Karina Carfi - Vocal de apoio